# R-17 (テレビドラマ)
『R-17』（アールじゅうなな）は、2001年4月12日から6月28日まで毎週木曜日20:54 - 21:48に、テレビ朝日系の「木曜ドラマ」枠で放送された日本のテレビドラマ。主演は中谷美紀。原作はももち麗子の「問題提起シリーズ」。

## 概要
援助交際、薬物など高校生世代を取り巻く問題をリアルに取り上げたことから反響を呼んだとされる作品。「世界のクロサワ」こと黒澤明の孫である黒澤優と「世界のミフネ」こと三船敏郎の娘である三船美佳の共演が話題となった。また、放映期間中の同年6月には、生徒役の中山史奈（当時16歳）がトルエン所持により逮捕されるという事件も発生した。
エンディングでは、エンディング曲と共に視聴者（女子高校生）から寄せられた学校での実体験が挿入された。
平均視聴率が10%未満で数字的に見れば失敗作であったが、高校生の意見を代弁したかのようなリアリティある内容は反響を呼び、それは高校生が発する大人達へのメッセージとなった。
またタイトルの「R-17」だが、当初はどういう意味なのか、まったく説明がされなかったが、終盤の衝撃的な展開により、この意味が明らかにされる。企画が始まった時点とは展開が変わったらしく、プロデューサーによると、桜子役の桃井かおりによる提言が大きなきっかけになったとのこと。事実、終盤の3話分は連続したエピソードで、いわゆるどんでん返しの展開になっており、それが効果的に結末を印象づけている。

## キャスト

### レギュラー
森山芽美〈24〉
演 - 中谷美紀
本作の主人公。スクールカウンセラーとして矢沢が理事長を務める白泉女学院にやってきた。
松崎桜子〈44〉
演 - 桃井かおり
理科教師。芽美と親しくなる。「ジョニー」と名付けた骨格模型をいつもそばにおいているが、この「ジョニー」にはある秘密が隠されている。
乃木真也〈31〉
演 - 田辺誠一
数学教師。芽美に想いを寄せられる。後にカヲルと恋愛関係に発展するが、これが思わぬ事件を呼ぶことになる。
矢沢カヲル〈17〉
演 - 黒澤優
矢沢の娘。各回で物語の核心に触れる意味深な発言をする。父親に優秀な生徒である事を強いられ続け、学内の問題を見てきた彼女は精神的には限界を迎えていたが、乃木に救いを見いだし歪んだ愛情を持つ。相思相愛ではあったが、歪んだ愛情に追い詰められていた乃木。森山に結果的に二人は救われる。彼女の父親に反対されるが、父親は諦め果て、二人は結ばれる。
矢沢聖司〈40〉
演 - 西村雅彦
カヲルの父で白泉女学院の理事長。学校の名誉にこだわっており、芽美とも毎回衝突する。最終回である事実が判明する。
西本克彦
演 - 内藤剛志
京子の父。麻薬取締官で、娘の通う高校にドラッグを使っている生徒がいると知って学校を訪れた。娘の京子に厳しい勉強を強いており、これが京子がドラッグ依存に陥るきっかけになってしまう。やがて芽美から京子がドラッグに手を出していたことを知らされ、その後娘の気持ちを理解するためにある行動に出る。
矢沢君枝
演 - 久野真紀子
萩山卓二
演 - 佐々木勝彦
望月逸郎
演 - モロ師岡
麻生啓一
演 - 山崎一
吉永美加〈24〉
演 - 佐藤仁美
女子高OB、とはいうものの実は中退。今はアンテナ雑誌のカリスマコーディネーター。実は大人社会に利用されているだけ。生徒のために奔走する芽美に対しても冷ややか。

### 生徒役、その他
大久保理砂
演 - 松丘小椰 (1 - 9)
学園の生徒の一人。密かにドラッグを常用しており、第7話で京子にドラッグを薦める。
光次
演 - 石垣佑磨 (1 - 9)
畑中エミリ
演 - 浮田久恵（現：浮田久重） (1 - 8)
三崎利奈
演 - 上野なつひ (1, 10)
長谷川有香
演 - 清水沙映 (1 - 4)
- 田代恭子 (1 - 4, 6 - 9)
- 池田貴美子 (1 - 3, 5)
- 樋口永奈 (1 - 8, 10, 12)
- 土肥美緒（現：美緒） (1 - 8, 10, 12)
- 藤沢あゆ美（現：木下あゆ美） (1, 2, 5, 6)
- 木下統耶子 (1, 2, 7, 8)
- 林和義 (1)
- 森下能幸 (1)
- 久松信美 (1)
- 柳沢真理亜 (1, 2)
- 田口寛子 (1, 2)
- 片岡明日香 (1, 2)
- 橋爪しのぶ (5, 6)
- 増田至朗 (6)
- 松苗慎一郎 (6)
- 栗原みいか (7 - 9)
- 鈴木隼人 (7 - 9)
- 中根徹 (7, 8, 11)

多恵
演 - 石川絵理 (8, 10 - 12)
芽美の友人だった少女。芽美と心中を図るが、死ぬことを恐れた芽美に刺されて死んでしまう。この事件は後に芽美の心に大きなトラウマを植えつけることになった。
- 清水邦彦 (8, 9)
- 河内一治 (9)
- 田中智也 (9)

### ゲスト

#### karte01・02
丸山さおり〈17〉
演 - 栗山千明
原作となったももち麗子の問題提起シリーズ「なみだ」の主人公・チカにあたるキャラクター。
テニス部に所属する女子生徒で、顧問の大垣からセクハラを受けていた。後に芽美への相談をきっかけとしてセクハラを訴えるが誰にも信じてもらえず、人間不信に近い状態となってしまう。その後大垣が別の生徒にセクハラを働いているのを見て彼を殺そうとするが、寸前で芽美に止められる。事件が終わった後はまた元のような明るい性格に戻った。
大垣五郎
演 - 松重豊
原作となったももち麗子の問題提起シリーズ「なみだ」の東堂にあたるキャラクター。
さおりが入っているテニス部の顧問で、さおりにセクハラを繰り返していた。後にさおりが部活に来なくなると別の生徒にセクハラを働くようになったが、そこへ大垣を殺そうとさおりが現れる。結局さおりは芽美に止められたものの、その直後に新しいセクハラのターゲットにした生徒を見た百合絵から糾弾され、学校中の生徒やさおりの母・静子にその現場を見られたことで生徒へのセクハラを知られ、学校を辞めさせられることとなる。
佐藤百合絵
演 - 清水真実
芽美に「17歳のブルー」という名前でメールを送ってきた少女。手に吐きダコがある。
実はさおりの中学校時代からの友人で、彼女がセクハラの被害に遭っていることを知り、さおりを助けて欲しいと暗に示すメールを芽美に送っていた。
丸山静子
演 - 筒井真理子
さおりの母。大垣のことをさおりに熱心に指導してくれる先生だと思っていたが、後にさおりが起こした事件が元で大垣が生徒にセクハラを働いていたことを知る。

#### karte03・04
宮内恵子〈17〉
演 - 水川あさみ
彼氏となった夏也のために、美人局などを行って金を貢ぎ、最終的には親を殺そうとするが、芽美に止められる。
結城夏也
演 - 一條俊
恵子の彼氏となった少年。一見外見もよくまじめそうに見えるが、実は何人もの女の子を弄んでは捨てていた。付き合った女の子には皆手首に「N」の字の傷跡を彫らせている。
橘冴子
演 - 中山史奈
かつて夏也の恋人だった女子生徒。夏也に捨てられたことで精神を病んだような状態になってしまう。手首には夏也と付き合っていたときに彫った「N」の字の傷跡がある。
宮内昌代、春彦
演 - 大塚良重、有福正志
恵子の両親。

#### karte05・06
野村ゆかり
演 - 宮崎あおい
彩のクラスメイトで喘息を患っている。いじめに遭っていたところを彩に助けられてから彼女と友達になるが、後に彩が自分を愛していることを知り一時彼女から離れてしまった。しかし最終的には再び彩を受け入れる。
本郷彩〈17〉
演 - 上原歩
原作となったももち麗子の問題提起シリーズ「禁断のくちつ゛け」の主人公にあたるキャラクター。ゆかりのクラスメイトで、英語のスピーチで最優秀賞を取ったほどの成績優秀な少女。いじめに遭っていたゆかりを助けたことから彼女と友達になるが、徐々にゆかりに友達以上の感情を抱くようになり、遂にはレズビアンの仲にまで発展。一時期ゆかりへの想いを知られたことでゆかりに避けられるが、再び彼女に受け入れられる。
かつて別れた彼氏・達也からストーカー同然に付きまとわれている。
本郷美津江
演 - 田島令子
彩の母。
清水達也
演 - 水橋研二
彩のかつての彼氏。彩と別れた後彼女に付きまとっていた。彩をさらって暴行していたが、救いに来たゆかりに刺されてしまう。

#### karte07・08・09
西本京子〈17〉
演 - 三船美佳
原案となったももち麗子の問題提起シリーズ「めまい」の主人公・キョウにあたるキャラクター。
麻薬取締官を父に持っており、その父からハードな勉強を強いられていることやダイエットがうまく行かないなどの要因でストレスがたまっていた。ある日、そのストレスに漬け込まれて理砂からドラッグを薦められ、それに手を出したことから運命が狂うこととなる。
西本美佐子
演 - 長野里美
京子の母。

## スタッフ
- 原案 - ももち麗子
- 脚本 - 寺田敏雄、瀧川晃代
- 音楽 -小西香葉、近藤由紀夫
- 演出 - 国本雅広（MMJ）、久野昌宏（テレビ朝日）、白川士
- 主題歌 - 中谷美紀「エアーポケット」（作曲・編曲・プロデュース：坂本龍一）
- 構成・リサーチ - 町山広美
- チーフプロデューサー - 黒田徹也（テレビ朝日）
- プロデューサー - 内山聖子（テレビ朝日）、山本和夫（ドラマデザイン社）、遠田孝一（MMJ）
- 協力 - フォーチュン、テレビ朝日クリエイト
- 制作 - テレビ朝日、MMJ

## 放送日程
| 話数                                                          | 放送日  | サブタイトル                   | 脚本              | 演出     | 視聴率 |
| ------------------------------------------------------------- | ------- | ------------------------------ | ----------------- | -------- | ------ |
| karte01                                                       | 4月12日 | 私、17歳のSOSが聞こえる        | 寺田敏雄          | 国本雅広 | 12.1%  |
| karte02                                                       | 4月19日 | 教師のセクシャルハラスメント   | 寺田敏雄          | 国本雅広 | 10.0%  |
| karte03                                                       | 4月26日 | 生きてる実感が、刺激が、欲しい | 寺田敏雄          | 久野昌宏 | 09.0%  |
| karte04                                                       | 5月03日 | 恋のために、親を殺せますか?    | 寺田敏雄          | 久野昌宏 | 08.3%  |
| karte05                                                       | 5月10日 | 私は女の子を愛してしまいました | 瀧川晃代          | 国本雅広 | 09.0%  |
| karte06                                                       | 5月17日 | 教室にたてこもる子供たち       | 瀧川晃代          | 国本雅広 | 08.0%  |
| karte07                                                       | 5月24日 | 何故手を出すのか?              | 寺田敏雄          | 久野昌宏 | 08.8%  |
| karte08                                                       | 5月31日 | きっと、やめられる!            | 寺田敏雄          | 久野昌宏 | 09.8%  |
| karte09                                                       | 6月07日 | 命をかけて、ドラッグ最後の闘い | 寺田敏雄          | 国本雅広 | 09.5%  |
| karte10                                                       | 6月14日 | カウンセラーこれが、衝撃の告白 | 瀧川晃代          | 白川士   | 08.6%  |
| karte11                                                       | 6月21日 | あなたを独りになんか、しない!  | 寺田敏雄          | 久野昌宏 | 07.4%  |
| karte12                                                       | 6月28日 | 心のカルテ鍵を解くのはあなた   | 寺田敏雄 瀧川晃代 | 国本雅広 | 07.0%  |
| 平均視聴率 9.0%（視聴率はビデオリサーチ調べ、関東地区・世帯） |         |                                |                   |          |        |

## 放映ネット局

### 系列局
テレビ朝日、北海道テレビ放送、青森朝日放送、岩手朝日テレビ、東日本放送、秋田朝日放送、山形テレビ、福島放送、新潟テレビ21、北陸朝日放送、長野朝日放送、静岡朝日テレビ、名古屋テレビ放送、朝日放送、瀬戸内海放送、広島ホームテレビ、山口朝日放送、愛媛朝日テレビ、九州朝日放送、長崎文化放送、熊本朝日放送、大分朝日放送、鹿児島放送、琉球朝日放送

### 系列外
これらの放送局は時差・遅れネットで放送された。
福井放送（日本テレビ系とのクロスネット）、山梨放送（日本テレビ系）、山陰放送（TBS系）、四国放送（日本テレビ系）、高知放送（日本テレビ系）、宮崎放送（TBS系）